# Pillichsdorf
Pillichsdorf là một thị xã thuộc huyện Mistelbach trong bang Niederösterreich.